# Sonja Nef
Sonja Nef (Heiden, 19 aprile 1972) è un'ex sciatrice alpina svizzera.
Specialista delle prove tecniche, è stata una delle migliori interpreti dello slalom gigante tra la fine degli anni novanta e l'inizio del decennio successivo. Sebbene afflitta nella prima parte della carriera da diversi problemi ai legamenti del ginocchio destro, ha collezionato quindici vittorie in Coppa del Mondo, due Coppe di specialità in slalom gigante, un titolo mondiale e un bronzo olimpico.

## Biografia

### Stagioni 1993-2001
Originaria di Grub, in Coppa del Mondo la Nef ottenne il primo risultato di rilievo il 20 marzo 1993 nello slalom gigante di Vemdalen (22ª), conquistò il primo podio il 6 gennaio 1996 nello slalom gigante di Maribor, classificandosi al 2º posto, e la prima vittoria il 26 gennaio successivo a Sestriere in slalom speciale. Nella stessa stagione esordì ai Campionati mondiali, anche se nella rassegna iridata della Sierra Nevada non completò né lo slalom gigante né lo slalom speciale. L'anno dopo ai Mondiali di Sestriere fu 8ª nello slalom gigante e uscì nella prima manche dello slalom speciale; anche all'esordio olimpico, Nagano 1998, non completò la prima manche né nello slalom gigante né nello slalom speciale.
Ai Mondiali di Vail/Beaver Creek 1999 fu 11ª nello slalom gigante e non concluse lo slalom speciale, mentre due anni dopo nella rassegna iridata di Sankt Anton am Arlberg la Nef vinse la medaglia d'oro nello slalom gigante e concluse al 7º posto lo slalom speciale. Nella stessa stagione vinse la Coppa del Mondo di slalom gigante con 268 punti di vantaggio sulla seconda, Anja Pärson; con dieci podi complessivi (sette le vittorie) fu anche 4ª nella classifica generale e 2ª in quella di slalom speciale (staccata di 340 punti), vinte entrambe da Janica Kostelić.

### Stagioni 2002-2006
Ai XIX Giochi olimpici invernali di Salt Lake City 2002, sua ultima presenza olimpica, vinse la medaglia di bronzo nello slalom gigante e non concluse lo slalom speciale; in Coppa del Mondo conquistò nuovamente la coppa di cristallo di slalom gigante, con 80 punti di vantaggio su Michaela Dorfmeister, e ottenne il 3º posto nella classifica generale, suo miglior piazzamento in carriera, anche grazie ai nove podi conquistati (tre le vittorie).
Nel 2003 vinse la sua ultima gara di Coppa del Mondo, lo slalom gigante di Bormio del 4 gennaio, e partecipò ai Mondiali di Sankt Moritz classificandosi 8ª nello slalom gigante. Il 2º posto ottenuto nello slalom speciale di Park City del 29 novembre 2003 fu l'ultimo podio della Nef in Coppa del Mondo. Al congedo iridato, Bormio/Santa Caterina Valfurva 2005, non concluse né lo slalom gigante né lo slalom speciale; la sua ultima gara in carriera fu lo slalom speciale di Coppa del Mondo disputato a Maribor l'8 gennaio 2006, che non completò.

## Palmarès

### Olimpiadi
- 1 medaglia;
  - 1 bronzo (slalom gigante a Salt Lake City 2002)

### Mondiali
- 1 medaglia:
  - 1 oro (slalom gigante a Sankt Anton am Arlberg 2001)

### Coppa del Mondo
- Miglior piazzamento in classifica generale: 3ª nel 2002
- Vincitrice della Coppa del Mondo di slalom gigante nel 2001 e nel 2002
- 32 podi (24 in slalom gigante, 8 in slalom speciale):
  - 15 vittorie (13 in slalom gigante, 2 in slalom speciale)
  - 9 secondi posti (6 in slalom gigante, 3 in slalom speciale)
  - 8 terzi posti (5 in slalom gigante, 3 in slalom speciale)

#### Coppa del Mondo - vittorie
| Data             | Località          | Paese       | Specialità |
| ---------------- | ----------------- | ----------- | ---------- |
| 26 gennaio 1996  | Sestriere         | Italia      | SL         |
| 31 ottobre 1999  | Tignes            | Francia     | GS         |
| 17 febbraio 2000 | Åre               | Svezia      | GS         |
| 11 marzo 2000    | Sestriere         | Italia      | GS         |
| 16 novembre 2000 | Park City         | Stati Uniti | GS         |
| 19 dicembre 2000 | Sestriere         | Italia      | GS         |
| 30 dicembre 2000 | Semmering         | Austria     | GS         |
| 6 gennaio 2001   | Maribor           | Slovenia    | GS         |
| 25 gennaio 2001  | Cortina d'Ampezzo | Italia      | GS         |
| 10 marzo 2001    | Åre               | Svezia      | SL         |
| 11 marzo 2001    | Åre               | Svezia      | GS         |
| 16 dicembre 2001 | Val-d'Isère       | Francia     | GS         |
| 4 gennaio 2002   | Maribor           | Slovenia    | GS         |
| 9 marzo 2002     | Flachau           | Austria     | GS         |
| 4 gennaio 2003   | Bormio            | Italia      | GS         |

Legenda:

GS = slalom gigante

SL = slalom speciale

### Nor-Am Cup
- 2 podi (dati parziali, dalla stagione 1994-1995):
  - 2 vittorie

#### Nor-Am Cup - vittorie
| Data            | Località    | Paese       | Specialità |
| --------------- | ----------- | ----------- | ---------- |
| 6 dicembre 1994 | Winter Park | Stati Uniti | GS         |
| 7 dicembre 1994 | Winter Park | Stati Uniti | GS         |

Legenda:

GS = slalom gigante

### Campionati svizzeri
- 12 medaglie (dati parziali fino alla stagione 1994-1995)[1]:
  - 7 ori (slalom gigante[senza fonte] nel 1993; slalom gigante, slalom speciale nel 2000; slalom gigante, slalom speciale nel 2001; slalom gigante nel 2002; slalom speciale nel 2004)
  - 4 argenti (slalom gigante, slalom speciale nel 1995; slalom gigante nel 1996; slalom gigante nel 2004)
  - 1 bronzo (slalom gigante nel 1998)